# Chiesetta di Sant'Adalberto
La chiesetta-oratorio di Sant'Adalberto, a Castello, è la cappella del Castello d'Albio, con le pietre del quale è stata ricostruita dopo un saccheggio subìto nel 1511. Si trova nel comune svizzero di Tresa, nella frazione di Monteggio.

## Storia
La storia della cappella, però, è più antica: sorta come cappella di famiglia dei Sessa, feudatari di Monteggio e Sessa, e da principio dedicata a San Carpoforo, è sicuramente anteriore al XIII secolo, quando - nei documenti della corte di Federico II - veniva citata appunto col nome originario. Una successiva menzione risale invece al 1428. Dopo la conquista svizzera del Malcantone, però, i Sessa abbandonarono il castello e la cappella, che fu notevolmente danneggiata nell'invasione. La chiesa, quindi, fu ricostruita nel 1692 con una struttura - dotata di una volta a botte in alcuni tratti e a crociera in altri - profondamente diversa da quella romanica originaria, della quale rimangono tuttavia nel muro settentrionale, dotato di lesene. Dopo la ricostruzione secentesca la chiesa fu dedicata a Sant'Adalberto e diventò abbazia, ottenendo il diritto di prelatura, del quale risultano attestazioni nel 1709. Un ultimo restauro, infine, risale al XIX secolo.

## Descrizione
Negli interni va segnalato l'altare, con una pala che rappresenta Maria e i santi titolari.